# David Alegre i Biosca
David Alegre i Biosca (Barcelona, 6 de setembre de 1984) és un jugador d'hoquei sobre herba català, guanyador d'una medalla olímpica. És germà del també jugador d'hoquei i medallista olímpic Ramon Alegre.
Amb 19 anys va participar en els Jocs Olímpics d'Estiu de 2004 realitzats a Atenes (Grècia), on va aconseguir guanyar un diploma olímpic en finalitzar quart en la competició olímpica d'hoquei sobre herba. En els Jocs Olímpics d'Estiu de 2008 realitzats a Pequín (República Popular de la Xina) aconseguí guanyar la medalla de plata en finalitzar segon en la competició. També ha disputat els Jocs Olímpics d'Estiu de 2012, 2016 i 2020, que finalitzà en sisena, cinquena i vuitena posició respectivament. Al llarg de la seva carrera ha guanyat una medalla en el Campionat del Món d'hoquei sobre herba i dues en el Campionat d'Europa, així com quatre medalles en el Champions Trophy.
A nivell de clubs s'inicià al Club Egara de la ciutat de Terrassa, amb qui guanyà la Copa del Rei de 2007 i 2009. La temporada 2009-10 fitxà per l’Oranje Zwart holandès i des de la temporada 2011-12 jugà amb el Reial Club de Polo de Barcelona, amb el qual es proclamà campió de la Lliga el 2013, 2014, 2015 i 2018 i de la Copa el 2014, 2016 i 2017.